# Torre di Mosto
Torre di Mosto es una localidad de la Provincia de Venecia, en el Véneto, Italia. Su población es de 4.575 habitantes (2007) en una superficie de 38 km².

## Evolución demográfica
| Gráfica de evolución demográfica de Torre di Mosto entre 1861 y 2001 |
|                                                                      |
| Fuente ISTAT - elaboración gráfica de Wikipedia                      |

- Datos: Q47393
- Multimedia: Torre di Mosto / Q47393

1. ↑  Worldpostalcodes.org, código postal n.º 30020.
2. ↑  «Codici Catastali». Comuni-italiani.it (en italiano). Consultado el 29 de abril de 2017.